# Palaemonetes cummingi
Palaemonetes cummingi е вид ракообразно от семейство Palaemonidae. Видът е критично застрашен от изчезване.

## Разпространение
Разпространен е в САЩ (Флорида).